# Pseudomops annulicornis
Pseudomops annulicornis es una especie de cucaracha del género Pseudomops, familia Ectobiidae. Fue descrita científicamente por Burmeister en 1838.
Habita en Brasil.